# Аква-Вирго
Аква-Вирго (лат. Aqua Virgo, итал. Acqua Vergine — «Вода девы») — один из 11 античных акведуков Рима.
Античный акведук длиной 21 км постоянно реставрировался и до сих пор снабжает водой фонтан Треви, а также фонтан Баркачча на площади Испании и фонтан Четырёх рек на площади Навона.

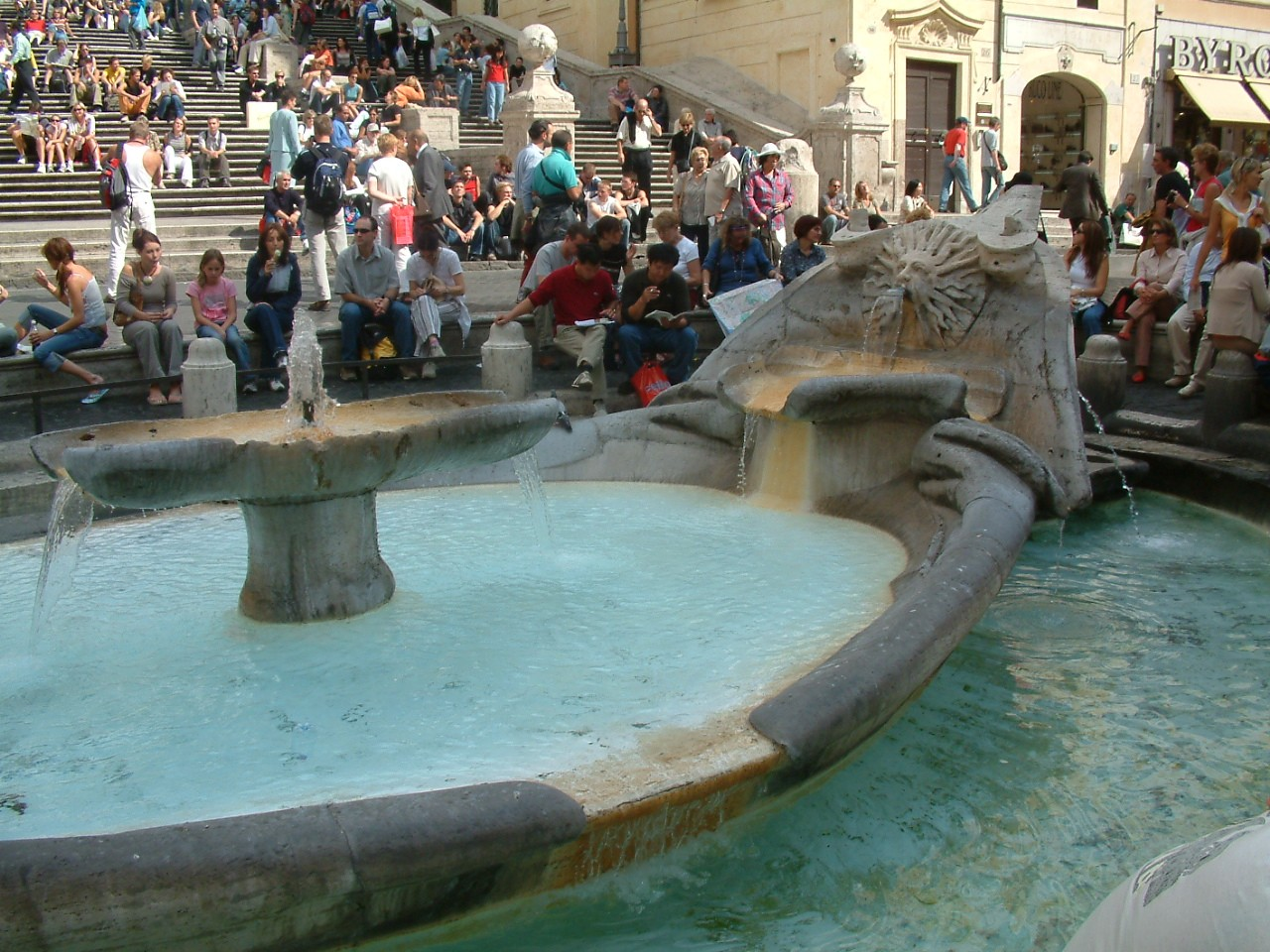
Фонтан Баркачча

Аква-Вирго, ставший шестым римским акведуком, был открыт в 19 году до н. э. консулом Марком Випсанием Агриппой для снабжения водой терм Агриппы на Марсовом поле. По преданию, девушка указала Агриппе и его солдатам источник чистой воды, находившийся в 13 км от города. Однако название акведука происходит скорее всего от чистоты и свежести воды из источника.
С падением Римской империи акведук пришёл в упадок и лишь при папе Адриане I в VIII веке было восстановлено водоснабжение. 16 августа 1570 года был открыт восстановленный акведук Acqua Vergine.
В июне 2007 года в связи со строительством подземного гаража, строители повредили водопровод Аква-Вирго, снабжающий фонтан Треви.